# Kruki (powiat miński)
Kruki (daw. Goździec-Kruki) – wieś sołecka w Polsce położona w województwie mazowieckim, w powiecie mińskim, w gminie Mrozy.
W latach 1975–1998 miejscowość należała administracyjnie do województwa siedleckiego.
W 1676 właścicielem części wsi Kruki był Wawrzyniec Gójski herbu Doliwa.
W 1764 właścicielem Kruków był Franciszek Gójski herbu Doliwa.
Wierni Kościoła rzymskokatolickiego należą do parafii św. Teresy od Dzieciątka Jezus w Mrozach.